# برونا (میزوری)
برونا (به انگلیسی: Bronaugh) یک شهر در ایالات متحده آمریکا است که در شهرستان ورنن، میزوری واقع شده‌است. برونا ۰٫۷۵ کیلومتر مربع مساحت و ۲۴۹ نفر جمعیت دارد و ۲۷۱ متر بالاتر از سطح دریا واقع شده‌است.